# Automeris cinctistriga
Espèce
Automeris cinctistriga est une espèce de lépidoptères (papillons) de la famille des Saturniidae.